# Argyrosomus thorpei
Argyrosomus thorpei, conhecido pelo nome comum de corvina-sul-africana, é uma espécie de peixe da família Sciaenidae e da ordem Perciformes.

## Morfologia
- Os machos podem atingir 71 cm de comprimento total[5] e 12 kg de peso.[6][7]

## Reprodução
Tem lugar no Inverno.

## Predadores
Na África do Sul sofre predação por Carcharhinus limbatus.

## Habitat
É um peixe marítimo, de clima subtropical e demersal.

## Distribuição geográfica
É encontrado desde Moçambique até Port Elizabeth (África do Sul) e à costa ocidental de Madagáscar.

## Uso comercial
É vendido fresco nos mercados locais.

## Observações
É inofensivo para os humanos.